# Riviera TI
| TI ist das Kürzel für den Kanton Tessin in der Schweiz. Es wird verwendet, um Verwechslungen mit anderen Einträgen des Namens Riviera zu vermeiden. |

Riviera ist eine politische Gemeinde zwischen Bellinzona und Biasca im Kanton Tessin in der Schweiz. Sie wurde auf den 2. April 2017 als Fusionsgemeinde aus den ehemaligen politischen Gemeinden Cresciano, Iragna, Lodrino und Osogna gebildet.
Die Gemeinde Riviera bildet seit 2. April 2017 zusammen mit Biasca den Bezirk Riviera.

## Geographie

Vor dem Bau der Autobahn prägte der Ticino das Bild des Tals zwischen den steilen Berghängen – Luftaufnahme von Walter Mittelholzer von 1931

Die Fläche im vom Ticino durchflossenen Rivieratal erstreckt sich auf 8607 Hektaren. Das Gemeindegebiet umfasst zudem im Westen das Val di Lodrino, das vom Lodrino entwässert wird.

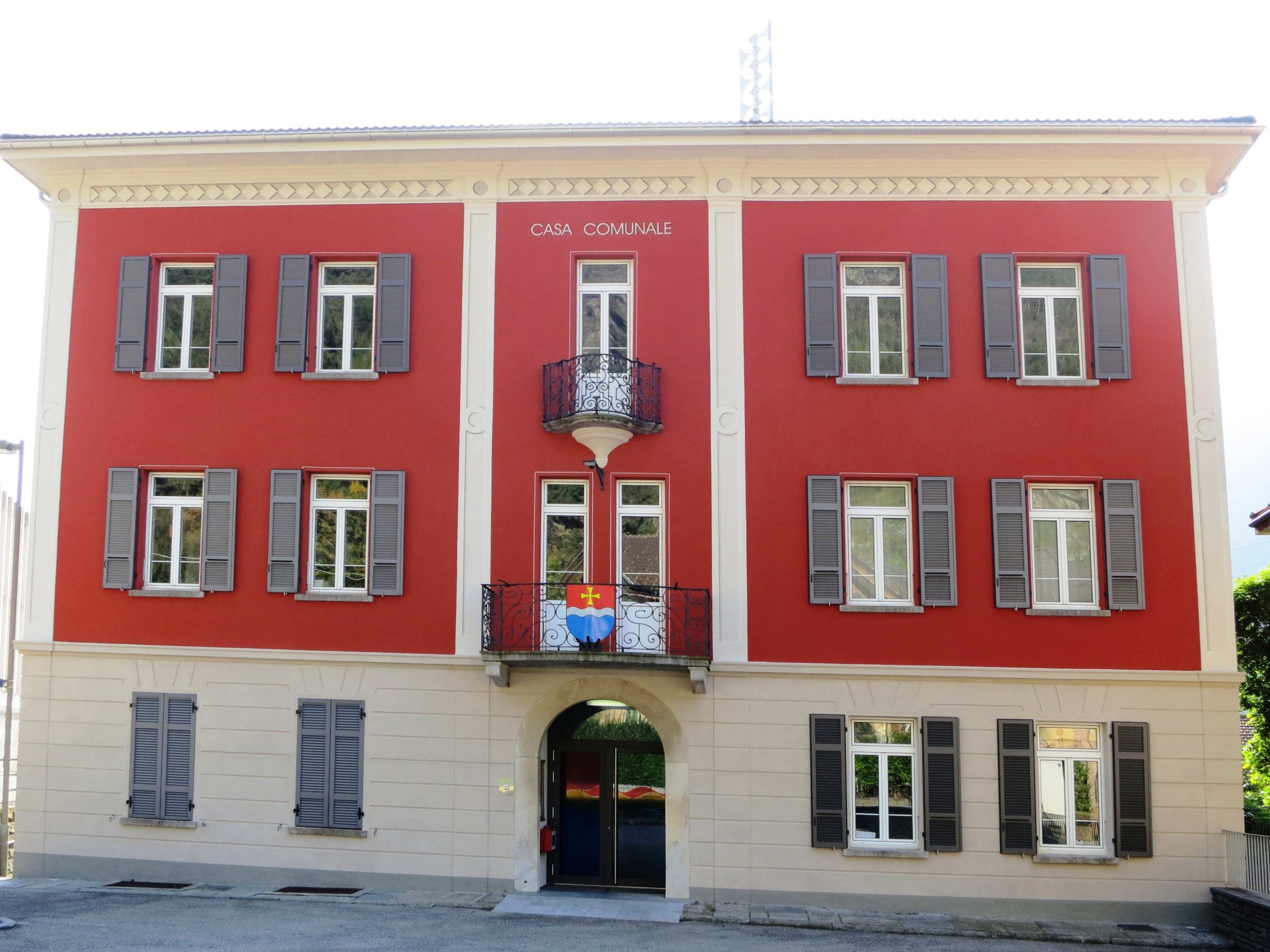
Osogna: Gemeindehaus

Die Gemeindekanzlei befindet sich in Osogna, andere Gemeindebehörden in anderen Orten.
Zwischen der Autobahn A2 und dem Fluss Ticino liegt das Flugfeld Lodrino.
Die Nachbargemeinden sind Biasca, Pollegio, Personico, Verzasca (alle Kanton Tessin) und Calanca im Kanton Graubünden.

## Bevölkerung
Die neue Gemeinde hat 4262 Einwohner (31. Dezember 2023) mit Lodrino als grösstem Ort.

## Geschichte
Die frühere Vogtei Riviera am Zugang zu zahlreichen Alpenpässen mit den Gemeinden Biasca, Osogna, Cresciano, Claro, Iragna und Lodrino hatte eine wechselvolle Geschichte. Im Mittelalter bildete die Riviera keine politische und administrative Einheit: Das Tal gehörte zusammen mit der Leventina den Domherren von Mailand.
Nach dem Tod des Herzogs Gian Galeazzo Visconti von Mailand im Jahr 1402 ging das linke (östliche) Ufer des Flusses Tessin wahrscheinlich in den Besitz der Freiherren von Sax-Misox über, die Herren von Bellinzona und des Bleniotales geworden waren. Doch besetzten Uri und Obwalden das Tal, die von der Bevölkerung als Schutzmacht angerufen worden sind. Der mit den Sax daraus erwachsene Konflikt wurde zugunsten der Kantone 1407 in einem Vertrag beigelegt. 
Nach der Schlacht bei Arbedo (1422) kam die Riviera wieder in die Gewalt der Herzöge von Mailand. Nach der Schlacht bei Giornico (1478) bemächtigten sich die Eidgenossen vorübergehend wieder der Riviera, erneut in den Jahren 1495/1496. Durch die Übereinkunft vom 24. Oktober 1499 kamen Biasca und die Riviera mit Ausnahme von Claro an Uri; kurze Zeit hierauf wurde aus dem Tal mit Einschluss von Claro eine Vogtei unter der Herrschaft von Uri, Schwyz und Nidwalden. Die Riviera wurde zu dieser Zeit eine gemeine Herrschaft. Ein Rat von fünf Mitgliedern im 16. und von sieben im 18. Jahrhundert stand dem Vogt zur Seite. Nach Ablauf seiner Funktionen übernahm der Vogt von Rechts wegen die Leitung der Vogtei Bellinzona. Hauptort der Vogtei war zuerst Cresciano, ab 1573 Osogna.
1798 kam die Riviera an den Kanton Bellinzona; seit 1803 bildet sie einen Bezirk.
Die Region galt lange als sehr arm. Das Tal wurde immer wieder überschwemmt. Der Bau der Gotthardbahn, verbunden mit Abbau von Granit, brachte Arbeit ins Tal.

## Wappen
In Weiss ein blauer Querfluss über einem roten Kreuz aus Hammer und Meissel, überhöht von einem roten R, dessen Abstrichlinie von einem s-förmigen Haken gekreuzt wird. 

## Sehenswürdigkeiten

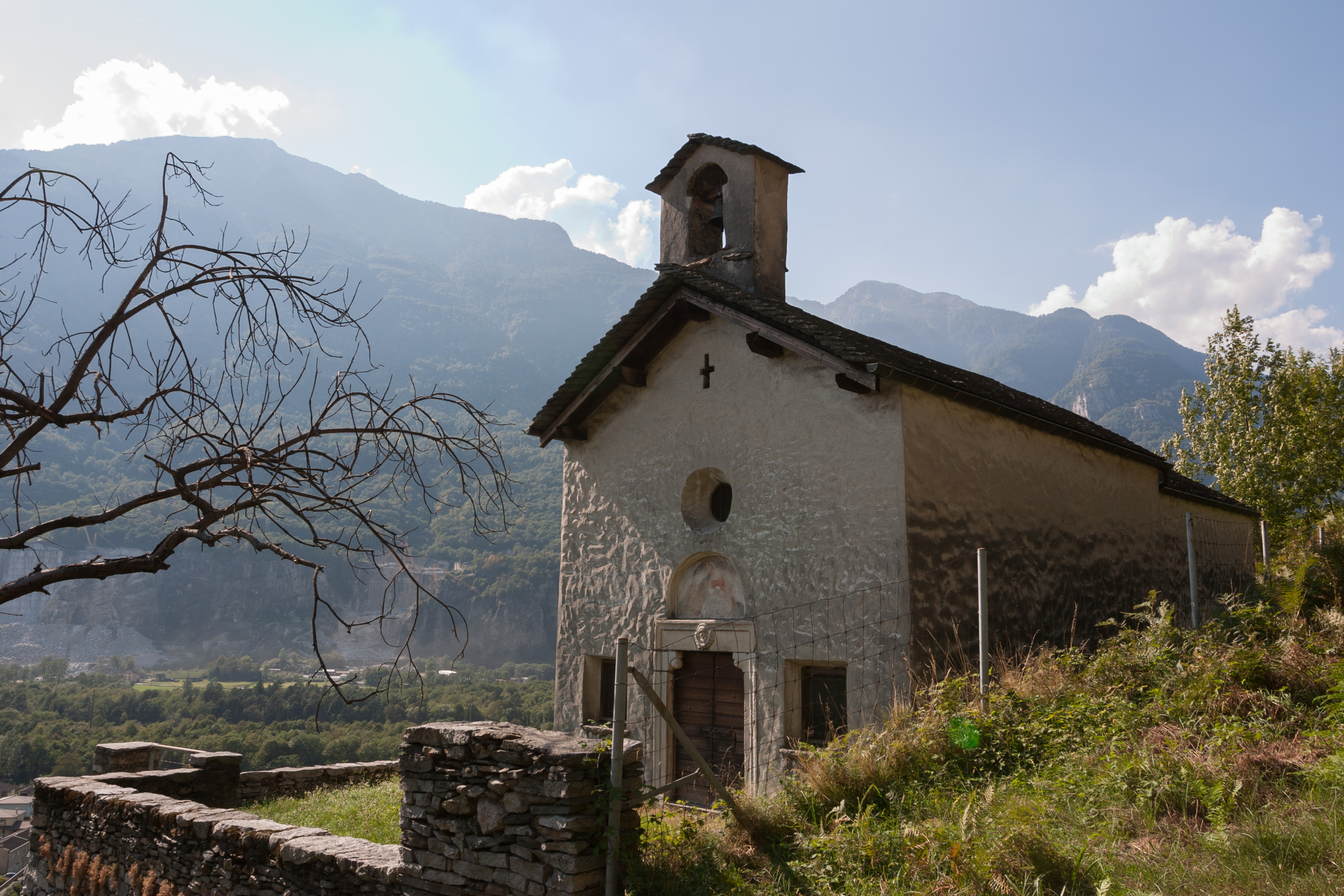
Oratorium Santa Maria del Castello

## Persönlichkeiten
- Johann Kaspar Achermann  (* um 1590 in Buochs; † nach 1636 ebenda), 1634 Landvogt in der Riviera und 1636 Kommissar zu Bellenz[4]
- Johann Franz Schmid (* 15. Oktober 1681 in Bellikon; † nach 1734 ebenda), Mitglied des Rats, Landvogt zu Riviera 1732, zu Bellinzona 1734[5]